# Avenue de La Frillière
L’avenue de La Frillière est une voie du 16e arrondissement de Paris, en France.

## Situation et accès
L'avenue de La Frillière est une voie publique, comprise dans la villa Mulhouse, située dans le 16e arrondissement de Paris. Elle débute au 41, rue Claude-Lorrain et se termine au 20, rue Parent-de-Rosan.

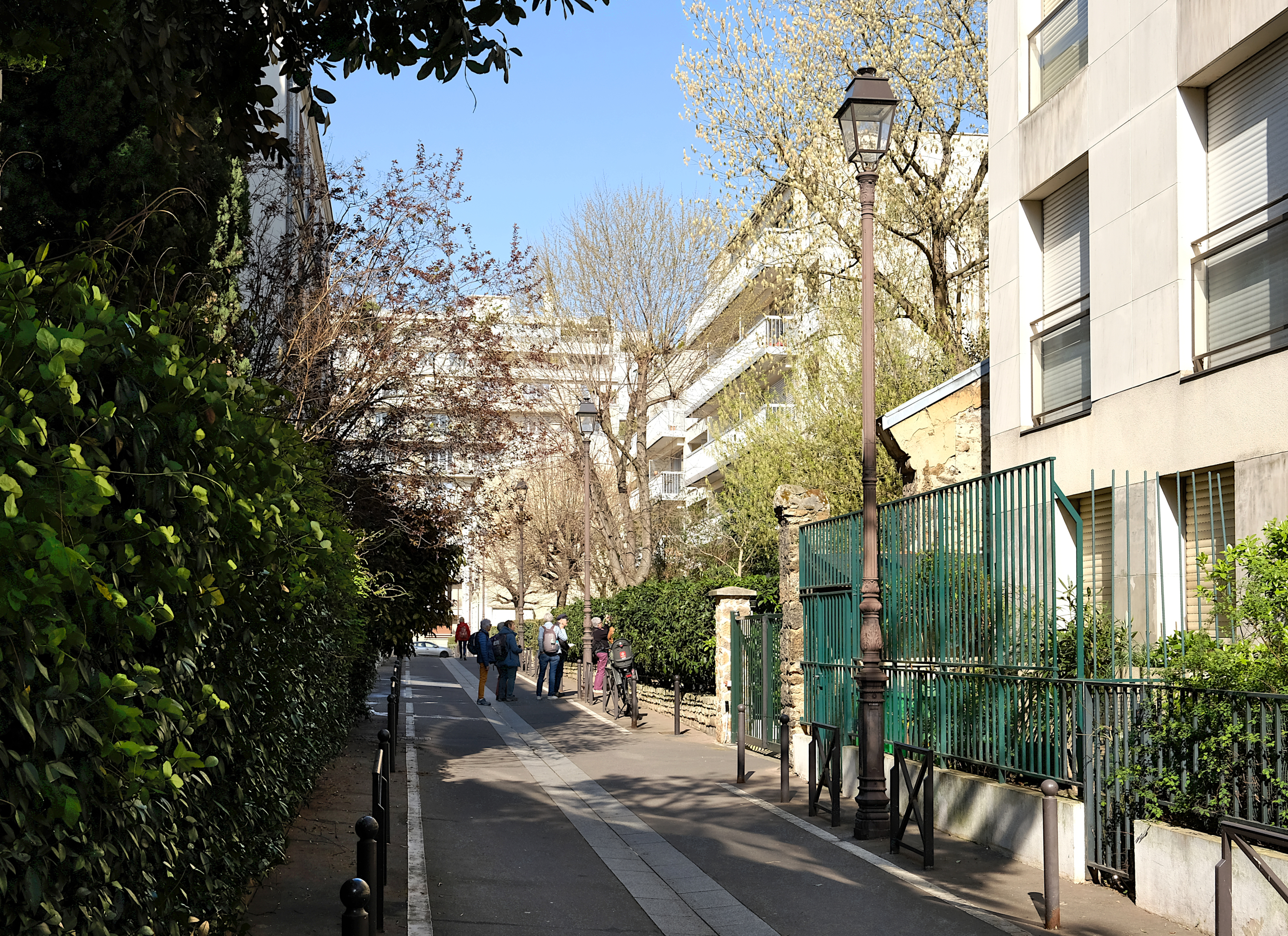
L'avenue de La Frillière vue depuis la rue Parent-de-Rosan.
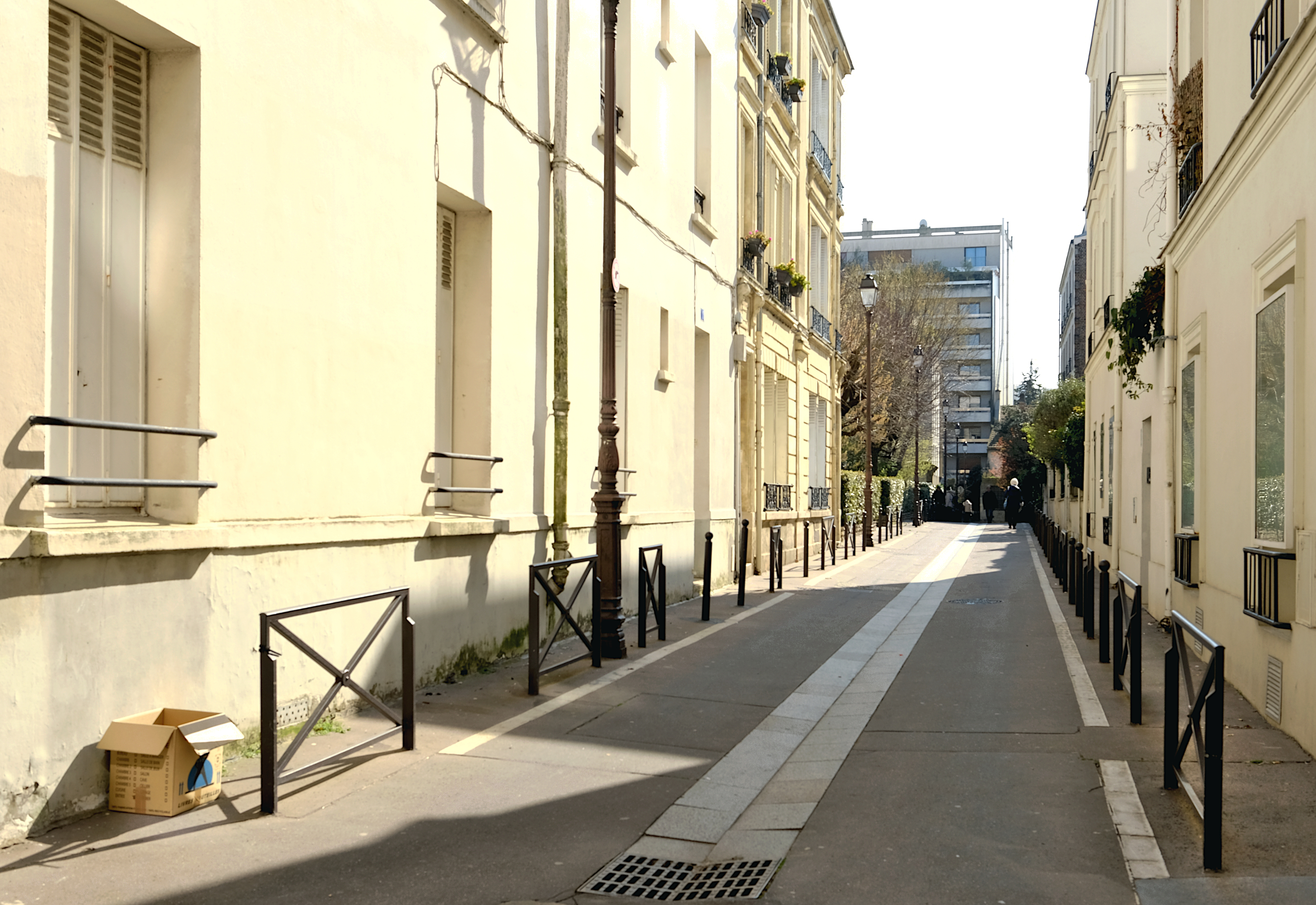
Vue depuis la rue  Claude-Lorrain.

## Origine du nom

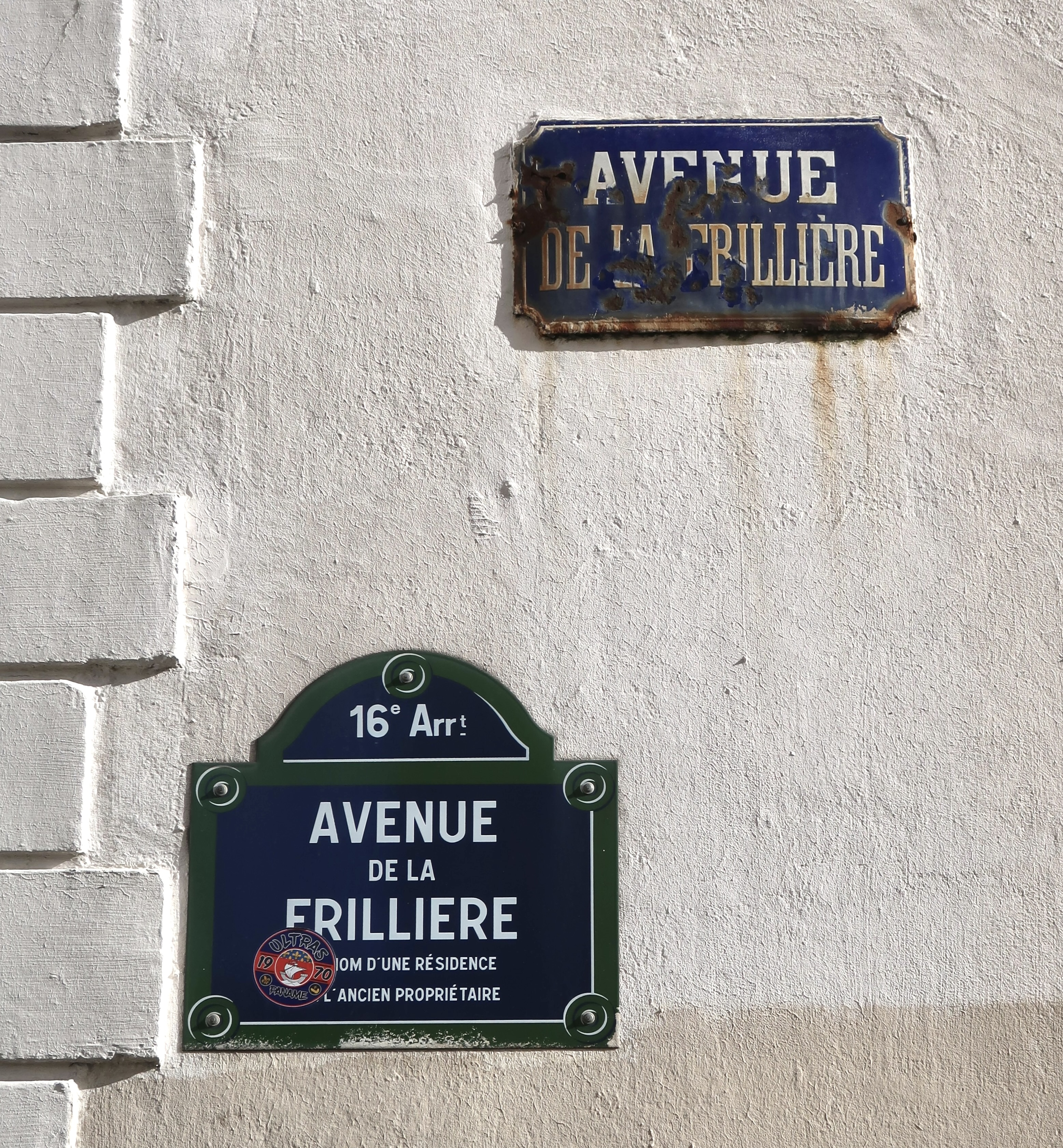
Plaques ancienne et contemporaine.

Cette avenue porte le nom d'une résidence située à Genillé, en Indre-et-Loire, appartenant au propriétaire des terrains sur lesquels elle fut tracée.

## Historique
La voie est créée et prend sa dénomination actuelle en 1887.

## Bâtiments remarquables et lieux de mémoire
- No 10 bis : villa Claude-Lorrain, voie privée (villa Mulhouse).
- No 11 : école du Sacré-Cœur, par l'architecte Hector Guimard (1895). La façade principale sur rue, la toiture, le plafond de l'ancien préau, la rampe en fer et fonte de l'ancien escalier intérieur sont inscrits monuments historiques par arrêté du 29 décembre 1983[1],[2].

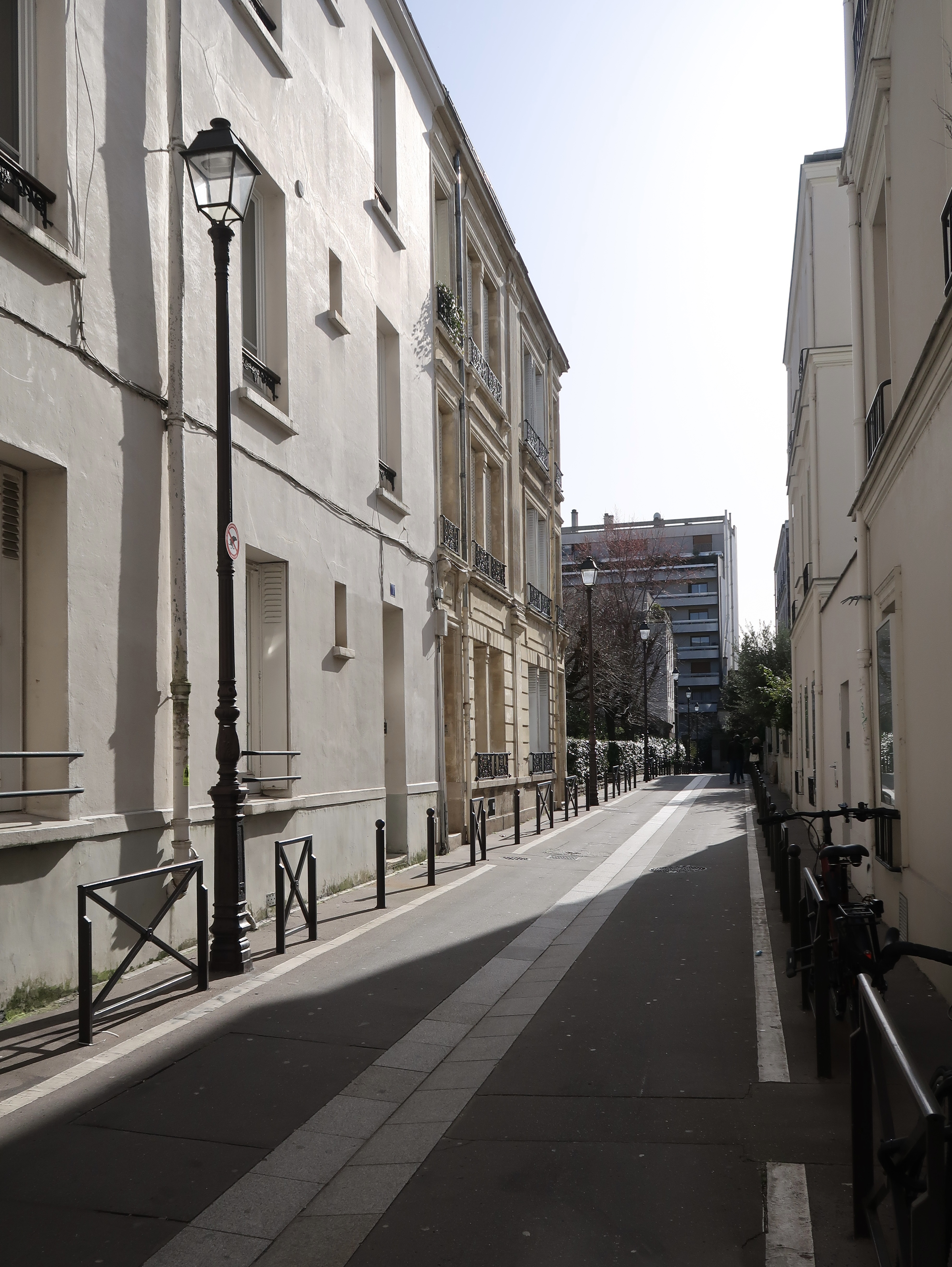
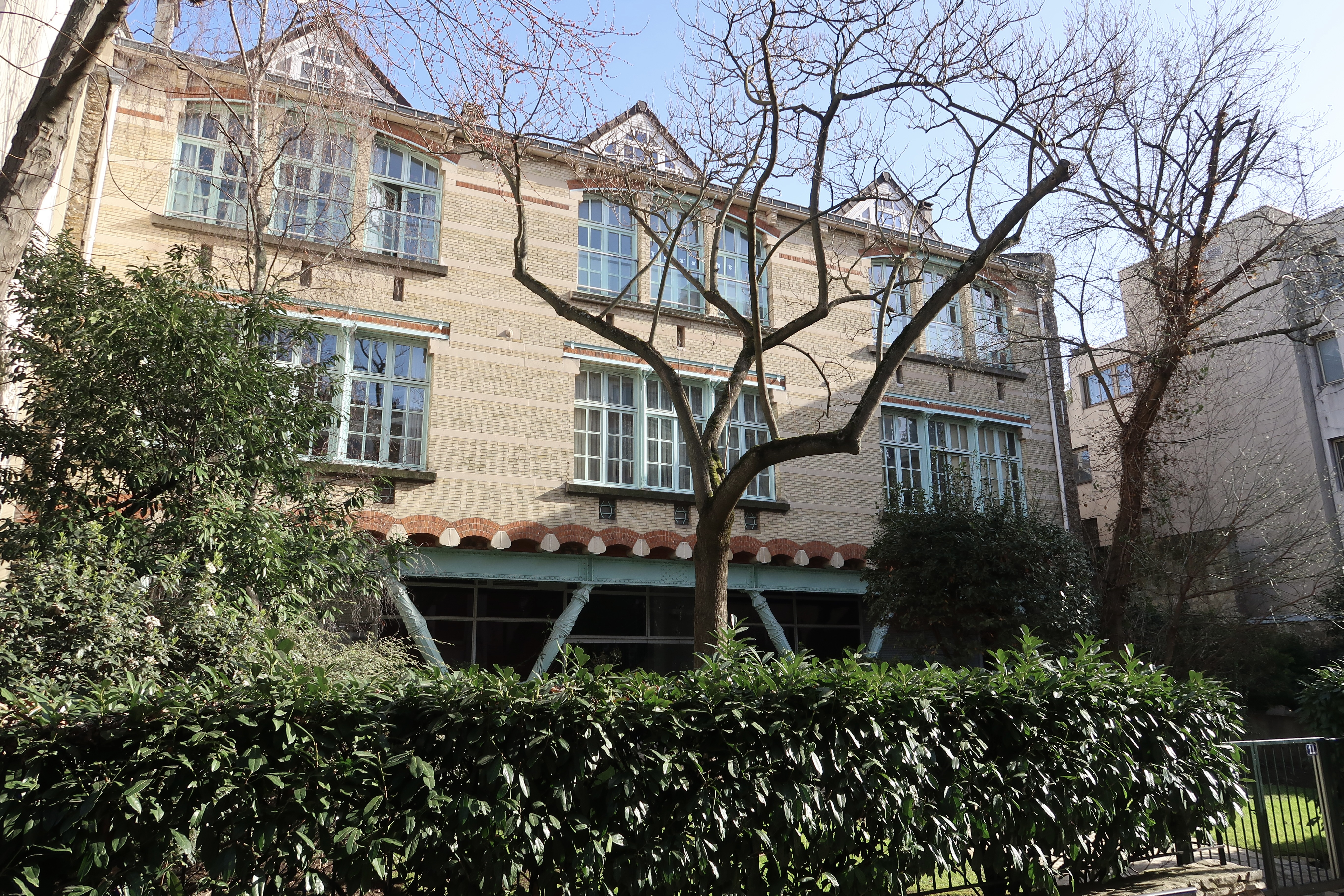
Façade de l'école.